# Helge Rognlien
Helge Rognlien (* 14. Januar 1920 in Oslo; † 15. Juli 2001) war ein norwegischer Politiker der linksliberalen Venstre, der zwischen 1946 und 1948 Vorsitzender des Jugendverbandes Unge Venstre, von 1970 bis 1971 Minister für Kommunales und Arbeit in der Regierung von Ministerpräsident Per Borten sowie zwischen 1972 und 1974 Vorsitzender der Venstre war.

## Leben

### Studium, Kommunalpolitiker und Mitglied des Nobel-Komitees
Rognlien, Sohn des Amtsrichters (Sorenskriver) Bjarne Randers Rognlien und der Lehrerin Marit Hektoen, begann nach dem Schulbesuch 1938 ein Studium der Rechtswissenschaften, das er 1945 als Candidatus juris (Cand. jur.) abschloss. 1946 war er als Nachfolger von Adolf Sandbo Vorsitzender des Studentenverbandes DNS (Det norske Studentersamfund) und übergab diese Funktion 1947 an Svenn Stray. 
Nach Abschluss seines Studiums begann er seine berufliche Laufbahn 1946 als Sekretär im Justizministerium und war als Nachfolger von Aasmund Næs zwischen 1946 und seiner Ablösung durch Olaf Kortner Vorsitzender der Unge Venstre, des Jugendverbandes der Venstre. Während dieser Zeit wurde er 1947 auch Hilfsrichter (Dommerfullmektig) am Amtsgericht (Tingrett) in Hallingdal. 
Danach war Rognlien zwischen 1949 und 1952 Sekretär bei einem Beigeordneten der Kommune Bærum und anschließend von 1952 bis 1960 Lektor an der Kommunal- und Sozialschule. Mitte der 1950er begann er seine politische Laufbahn in der Kommunalpolitik und war von 1955 bis 1960 erstmals Mitglied des Gemeinderates von Bærum.
1960 wurde er selbst Beigeordneter für Soziales (Sosialrådmann) der Kommune Bærum und bekleidete diese Funktion bis 1967. Daneben war er zwischen 1963 und 1975 Mitglied des Provinzparlaments (Fylkesting) des Fylke Akershus. Nach Beendigung seiner Tätigkeit als Sozialdezernent wurde er 1967 wieder Mitglied des Gemeinderates von Bærum und gehörte diesem bis 1979 an.
Zugleich war er zwischen 1966 und 1973 Mitglied des vom Storting ernannten fünfköpfigen Nobel-Komitees, das den Friedensnobelpreis vergibt.

### Richter, Minister und Vorsitzender der Venstre
Rognlien wurde 1967 Präsident des neugegründeten Versicherungsgerichts (Trygderetten), das sich mit Verfahren gegen die Arbeits- und Sozialverwaltung NAV (Ny arbeids- og velferdsforvaltning) und das Versicherungsgesetz (Folketrygdloven) befasst. Dieses Richteramt bekleidete er bis 1972.
Am 29. August 1970 wurde er als Nachfolger seines Parteifreundes Helge Seip von Ministerpräsident Per Borten zum Minister für Kommunales und Arbeit (Kommunal- og Arbeidsminister) in dessen Regierung berufen und bekleidete dieses Ministeramt bis zum Ende von Bortens Amtszeit am 17. März 1971.
Als Nachfolger Seips, der aus Protest gegen den europaskeptischen Kurses aus der Venstre ausgetreten war und Gründungsvorsitzender der für einen Beitritt Norwegens zur Europäischen Wirtschaftsgemeinschaft (EWG) eintretenden neugegründeten Det Nye Folkepartiet (DNF) wurde, wurde Rognlien 1972 Vorsitzender der Venstre. Das Amt des Parteivorsitzenden übte er bis 1974 aus und wurde dann von Eva Kolstad abgelöst.
Zugleich wurde Rognlien 1972 Richter an dem für die Kommunen Asker und Bærum zuständigen Gebietsgericht (Herredsrett) und übte diese Funktion bis zu seinem Eintritt in den Ruhestand 1989 aus.